# Vladimír Kremlík
Vladimír Kremlík (* 9. prosince 1972 Čáslav) je český právník a politik, od dubna 2019 do ledna 2020 ministr dopravy ČR ve druhé Babišově vládě, v letech 2015 až 2019 náměstek na Úřadu pro zastupování státu ve věcech majetkových, bývalý člen České strany sociálně demokratické, poté nestraník za hnutí ANO. Od července 2024 je členem a zároveň také místopředsedou hnutí Hlas samospráv.

## Život
Vladimír Kremlík vyrůstal v obci Vrdy v okrese Kutná Hora. Gymnázium absolvoval v Čáslavi. Vystudoval bakalářský obor sociální práce na tehdejší Vysoké škole pedagogické v Hradci Králové (nyní Univerzita Hradec Králové), v roce 1999 absolvoval Právnickou fakultu UK v Praze, kde také získal titul JUDr. a stal se právníkem. Po ukončení školy pracoval v období 1999 až 2002 ve Fondu národního majetku jako vedoucí sekce strategických privatizací. V roce 2002 krátce působil na úřadu vlády, byl ekonomickým poradcem premiéra Vladimíra Špidly. Mezi lety 2002 do 2006 byl ředitelem sekce Úřadu pro zastupování státu ve věcech majetkových. Poté v letech 2006 a 2007 krátce působil na ministerstvu dopravy (během působení Aleše Řebíčka z ODS) a následně jako manažer na Letišti Praha. V letech 2005 až 2015 byl členem České strany sociálně demokratické.
Od roku 2008 až do 2011 pracoval jako koncipient v advokátních kancelářích, nejdříve v Rowan Legal a později Volopich, Tomšíček & spol. Tři roky pracoval také jako samostatný advokát poté, co složil advokátní zkoušky. V letech 2015 až 2019 působil jako náměstek pro právní služby a hospodaření s majetkem na Úřadu pro zastupování státu ve věcech majetkových (ÚZSVM).
Vztah s jeho manželkou skončil, má dvě děti.

## Politické působení
Dne 10. dubna 2019 oznámil premiér ČR Andrej Babiš, že jej navrhne na funkci ministra dopravy ČR. Prezident Miloš Zeman jej následně dne 30. dubna 2019 do této funkce skutečně jmenoval, v úřadu tak vystřídal Dana Ťoka.
Dne 20. ledna 2020 doručil premiér ČR Andrej Babiš prezidentovi ČR Miloši Zemanovi návrh na odvolání Kremlíka z funkce ministra dopravy ČR, prezident návrh přijal. Důvodem byla zakázka na elektronický prodej dálničních známek za 401 milionů korun. Kritizovali ji odborníci, opozice a nakonec i premiér Babiš. Naopak Kremlík pochybení odmítal. Jeho nástupcem se stal vicepremiér a ministr průmyslu a obchodu ČR Karel Havlíček, který by měl být výkonem funkce ministra dopravy ČR trvale pověřen. K jeho jmenování došlo 22. ledna s účinností od 24. ledna 2020. Kremlík přesto podle názoru ministerstva zůstal ve dvouměsíční výpovědní lhůtě, neboť mu byla „zaslána výpověď“ z pracovního poměru. Médii oslovení právníci takovou možnost u člena vlády komentovali jako nesmyslnou. Na základě toho ministerstvo svůj názor nakonec přehodnotilo a Kremlík skončil bez výpovědní lhůty.
Na začátku února 2020 pak oznámil, že mu byl před Vánoci 2019 nabídnut úplatek od právníka Martina Janouška kvůli zakázce na auditora mýtného systému. Mělo jít o částku 1,5 mil. Kč. Advokát Janoušek údajně po Kremlíkovi chtěl, aby dohled nad výběrem mýtného zůstal společnosti CGI a nebyl svěřen státní firmě Cendis. Kremlík coby ještě ministr o tom v polovině ledna 2020 informoval podle svých slov BIS. Trestní stíhání advokáta Martina Janouška bylo zahájeno v listopadu 2020.
Od července 2024 je členem a zároveň také místopředsedou hnutí Hlas samospráv.
Ve volbách do Poslanecké sněmovny PČR v roce 2025 je lídrem hnutí Přísaha ve Středočeském kraji.